# 林准
林准（1927年—1996年），原名林彬官，男，福建长乐人。中华人民共和国大法官。

## 生平
1940年，毕业于长乐吴航中心小学，1941年考入福建省立福州中学。1948年，入学华北人民大学，之后供职于华北人民政府，后担任最高人民法院研究室研究员、研究室主任。1982年5月，任最高人民法院副院长。1991年，任中国法学会副会长。